# Invidzonen
Invidzonen är en ideell förening för anhöriga till svensk utlandstjänsgörande personal anställda vid Försvarsmakten, med vilka de också har ett avtal om att bistå med stöd till den här gruppen. Invidzonen arbetar efter devisen hjälp till självhjälp och strävar efter att ta till vara de anhörigas egna initiativ och idéer om hur de kan göra hemmavarandet under den tjänstgörandes bortavistelse bättre, samt tiden före och efter. Invidzonens stöd är av anhöriga för anhöriga. Organisationen startade 2007.